# Marin Mălaicu-Hondrari
Marin Mălaicu-Hondrari (n. 29 ianuarie 1971, Sângeorz-Băi, județul Bistrița-Năsăud) este poet, prozator și traducător român.

## Biografie
S-a născut într-o familie de agricultori la Sângeorz-Băi, iar până la vârsta de 5 ani a locuit cu bunica sa într-o casă fără curent electric, pe un deal în apropierea localității. 
A locuit cinci ani în Spania, la Cordoba, între 2002 și 2007, unde a lucrat ca paznic, șofer, ajutor de grădinar, astfel a învățat limba și ia contact cu literatura în limba spaniolă, din care, mai târziu, va traduce scriitori importanți precum Mario Vargas Llosa, Julio Cortázar, Enrique Nogueras și alții.
În Spania a scris volumul de poezii Zborul femeii pe deasupra bărbatului, volum de debut, apărut în 2004 pentru care obține Premiul pentru Debut al Uniunii Scriitorilor din România, filiala Cluj și romanul Cartea tuturor intențiilor, publicat în anul 2006, roman pe care Mircea Cărtărescu îl descrie: o carte curată, puternică intelectual, a unui om care a trăit fapte nebunești și a avut forța să le noteze la rece. E cartea care ne îmbogățeste azi și pe noi, cei ce iubim cu adevărat literatura. 
În anul 2010, publică romanul Apropierea pentru care este nominalizat la Premiile Radio România Cultural, la categoria proză. Acest roman a fost ecranizat de  Tudor Giurgiu ca Parking.
În anul 2011 publică volumul de versuri La două zile distanță pentru care obține premiul revistelor Poesis Internațional  și Transilvania, iar în anul 2013 primește Premiul pentru Literatură al orașului Bistrița, acordat de Centrul Județean pentru Cultură Bistrița-Năsăud pentru romanul Lunetistul.

## Opera
- Zborul femeii pe deasupra bărbatului, poeme, Editura Eikon, 2004
- Cartea tuturor intențiilor, roman, Editura Vinea, 2006, Editura Cartea Romanească, 2008, ediția a II-a
- Apropierea, roman, Editura Cartea Românească, 2010
- La două zile distanță, poeme,  Editura Charmides, Bistrița, 2011
- Lunetistul', roman, Editura Polirom, 2013 [5]
- Războiul Mondial al Fumătorilor, roman, Editura Polirom, 2015
- Urmele încercării, poeme, Editura Charmides, 2021
- Clandestin, roman, Editura Trei, 2024
- Basmul cămilelor, carte pentru copii, Editura Pandora M, 2024

### Traduceri
- Luis Landero – Portretul unui bărbat imatur, Editura All
- Dragostea în spaniolă – Antologie de povestiri de clasici ai literaturii spaniole, Editura All
- Mario Vargas Llosa – Visul celtului, Editura Humanitas
- Mario Vargas Llosa – Călătoria către ficțiune – Lumea lui Juan Carlos Onetti, Editura Humanitas
- Enrique Nogueras – Ore la Mogoșoaia/Horas de Mogoșoaia, ediție bilingvă, Editura Charmides
- Mario Vargas Llosa – Arme și utopii, Editura Humanitas
- Care Santos – Încăperi ferecate, Editura Humanitas
- Mario Vargas Llosa – Eroul tăcut, Editura Humanitas
- 2020 — Premiul institutului Cervantes  - Ferdando Aramburu - Patria, Editura Litera, 2020[6]
- Amelia Țigănuș – Revolta curvelor, Editura Omnium, 2022

### PremiulInstitutului Cervantes[7]
| “ | Carmen Mușat a anunțat primul premiu al serii: „Premiul pentru Cea mai bună traducere din limba spaniolă, premiu sponsorizat de Institutul Cervantes din București. Au luat cuvântul directorul Institutului Cervantes din București, Jorge Jiménez-Zumalacárregui, care a prezentat semnificația acest premiu, aflat la prima ediție, și membrii juriului: Mianda Cioba (Universitatea din București), Ilinca Ilian (Universitatea de Vest din Timișoara) și Corin Braga (Universitatea „Babeș-Bolyai“ din Cluj-Napoca). Amănunte despre Premiul acordat de Institutul Cervantes, în finalul acestui grupaj.” | ” |

| “ | Ovidiu Șimonca, „Marin Mălaicu-Hondrari este primul cîștigător din Gala Premiilor Observator cultural, Premiul pentru traduceri din literatura spaniolă, premiu sponsorizat de Institutul Cervantes. Volumul tradus de Marin Mălaicu-Hondrari: Ferdando Aramburu, Patria, Editura Litera, apărut în 2020. Toate cărțile pe care le vom aprecia și vor primi lauri în această seară sînt apărute în 2020.” | ” |